# 야마다 무라사키
야마다 무라사키(やまだ紫,  1948년 9월 5일 - 2009년 5월 5일 )는 일본의 여성주의 수필가이자 만화가, 시인이다. 만화 잡지 《가로》와 연관이 있다. 번역가 프레더릭 L. 스캇(Frederik L. Schodt)은 소녀 만화에서 찾아보기 어려운 여성주의적 메시지 때문에 그녀의 만화를 중요하게 평가하였다. 야마다는 자신의 어시스턴트였던 스기무라 히나코, 곤도 요코에 영향을 주었다. 2009년 5월 5일 향년 60세에 교토 병원에서 사망하였다.
1969년 만화 잡지 《COM》에서 데뷔하였고, 만화가가 되기 전에는 정식 예술 훈련을 받았다. 그녀의 작품은 그림으로 그린 사소설으로 묘사된다. 교토 세이카 대학 만화 학부에 출강하기도 하였다. 1989년 일본 참의원 선거에 정치 단체인 지규 클럽(ちきゅうクラブ)의 일원으로 출마한 적이 있다.

## 주요 작품
- 《쇼와루네코(性悪猫)》, 세이린도, 1980년 8월.
  - 김난주 역, 《성질 나쁜 고양이》, 2013년 7월 10일, 북스토리.